# NGC 3893
NGC 3893 is een balkspiraalstelsel in het sterrenbeeld Grote Beer. Het hemelobject werd op 9 februari 1788 ontdekt door de Duits-Britse astronoom William Herschel.

## Synoniemen
- UGC 6778
- MCG 8-22-7
- ZWG 243.8
- KCPG 302A
- PGC 36875